# Dis Van den Audenaerde
Désiré "Dis" Van den Audenaerde (Antwerpen, 3 september 1923 - Brasschaat, 25 februari 2011) was een Belgisch voetballer die speelde als aanvaller of als aanvallende middenvelder. Hij voetbalde in Eerste klasse bij Antwerp FC en speelde vijf interlandwedstrijden met het Belgisch voetbalelftal.

## Loopbaan
Van den Audenaerde doorliep de jeugdreeksen van Antwerp FC en debuteerde als 16-jarige op 25 maart 1940 in het eerste elftal van de eersteklasser in de thuiswedstrijd tegen stadsgenoot Beerschot AC. Hij verwierf onmiddellijk een vaste basisplaats als aanvaller en speelde nog al de resterende wedstrijden van het seizoen.
De carrière van Van den  Audenaerde werd onderbroken door de Tweede Wereldoorlog waardoor de Belgische voetbalcompetitie enkele jaren werd stopgezet. In 1944 veroverde Van den  Audenaerde met de ploeg, waarin eveneens de international Bob Paverick voetbalde, de landstitel. In het seizoen 1945-46 behaalde de ploeg de tweede plaats in de eindrangschikking. De volgende jaren eindigde de ploeg steevast in de eerste helft van de rangschikking.
Van den Audenaerde had een harde traptechniek en was bekend als een specialist in het nemen van vrije schoppen. Hij werd ofwel als aanvaller ofwel als aanvallende middenvelder opgesteld. Van den  Audenaerde scoorde elk seizoen meer dan tien doelpunten; de seizoenen 1945-46 en 1942-43 waren zijn beste seizoenen met respectievelijk 17 en 16 gescoorde doelpunten.
Op 24 december 1944 werd Van den Audenaerde voor het eerst opgesteld in het Belgisch voetbalelftal in de uitwedstrijd tegen Frankrijk. In het totaal werd hij tussen 1944 en 1948 achtmaal geselecteerd voor de nationale ploeg en speelde hij vijf interlandwedstrijden waarin hij steeds als aanvallende middenvelder werd opgesteld. Hij kon echter nooit scoren voor de Belgische ploeg.
Eind 1952 kwetste Van den Audenaerde zich aan de enkel en zette een punt achter zijn voetballoopbaan op het hoogste niveau bij Antwerp FC. Hij speelde in totaal 347 wedstrijden voor de ploeg waarvan 266 competitiewedstrijden in Eerste klasse. Daarin scoorde hij in totaal 97 doelpunten. In het seizoen 1953-54 ging hij nog spelen bij Stade Leuven dat in Derde klasse actief was.
Al vlug liet hij het voetbal voor wat het was en wijdde zich aan de internationale metaalhandel van zijn familie waarvan hij zaakvoerder werd.